# Municipio de Fairplain
El municipio de Fairplain (en inglés: Fairplain Township) es un municipio ubicado en el condado de Montcalm en el estado estadounidense de Míchigan. En el año 2010 tenía una población de 1836 habitantes y una densidad poblacional de 19,72 personas por km².

## Geografía
El municipio de Fairplain se encuentra ubicado en las coordenadas 43°9′19″N 85°7′54″O / 43.15528, -85.13167. Según la Oficina del Censo de los Estados Unidos, el municipio tiene una superficie total de 93.12 km², de la cual 91,21 km² corresponden a tierra firme y (2,04 %) 1,9 km² es agua.

## Demografía
Según el censo de 2010, había 1836 personas residiendo en el municipio de Fairplain. La densidad de población era de 19,72 hab./km². De los 1836 habitantes, el municipio de Fairplain estaba compuesto por el 96,73 % blancos, el 1,09 % eran afroamericanos, el 0,22 % eran amerindios, el 0,22 % eran asiáticos, el 1,25 % eran de otras razas y el 0,49 % eran de una mezcla de razas. Del total de la población el 3,16 % eran hispanos o latinos de cualquier raza.